# Borís Plótnikov
Borís  Grigórievich Plótnikov (en ruso: Борис Григорьевич Плотников; Neviansk, 2 de abril de 1949 - Moscú, 2 de diciembre de 2020) fue un actor de cine soviético y ruso. Su debut cinematográfico fue como Sotnikov en La ascensión, la aclamada última película de la directora rusa Larisa Shepitko. Plótnikov apareció en más de setenta largometrajes y series de televisión.

## Biografía

### Primeros años
Borís  Plótnikov nació el 2 de abril de 1949 en la ciudad de Neviansk, óblast de Sverdlovsk. Su padre trabajaba como mecánico y su madre como ingeniera-tecnóloga. Unos años más tarde, la familia Plótnikov se mudó a Novouralsk.
Se graduó de la escuela n.º 57 en Novouralsk. Después se graduó en la Escuela de Teatro de Sverdlovsk (1970, el curso de Yuri Zhigulski) y en la Facultad de Filología de la Universidad Estatal de los Urales (1983).

### Carrera
De 1970 a 1978, Plótnikov sirvió en el Teatro Juvenil de Sverdlovsk.
Hizo su debut en 1976 en la película de renombre internacional The Ascent de Larisa Shepitko, que le dio fama total. Interpretó el papel del Dr. Bormental en la película Heart of a Dog de Vladímir Bortko.
En 1992, Plotnikov interpretó al prisionero Danilov en la obra de misterio del compositor Alexey Rybnikov Liturgia de los catecúmenos.
Apareció en la serie de televisión de drama Empire Under Attack (2000), donde interpretó al Gran Duque Sergei Alexandrovich. En el melodrama musical Cricket Behind the Fire, Plotnikov recibió el papel principal del Cricket, el guardián de la casa.
Apareció en el papel del Dr. Dmitri Ivanovich en la película de acción Shadowboxing (2005) y en el drama criminal Experts (2007), donde interpretó a un trabajador médico forense.
En 2006, la directora Natalya Bondarchuk invitó a Plótnikov a interpretar al Jefe de Gendarmes de la Cancillería Secreta, Leonti Dubelt, en el drama Pushkin. El último duelo.
Borís  Plótnikov también participó en la serie de temática militar Everyone has his Own War (2011), Snipers: Love under Sight (2012) y Fighters, The Last Battle (2015).
Falleció el 2 de diciembre de 2020 a los setenta y un años, por causa del COVID-19. Fue enterrado en el cementerio Troekurovsky de Moscú.

## Filmografía seleccionada
- La ascensión (Восхождение, 1977) como Sotnikov.
- Pugachev (Емельян Пугачев, 1978) como iconógrafo.
- The Wild Hunt King Stach (Дикая охота короля Стаха, 1979) como Andrew Beloretskiy.
- Forest (Лес, 1980) como Gennadiy Neschastlivtzev.
- Iona o Artista en el trabajo (Иона, или Художник за работой, 1983) como Iona.
- Pedro el Grande (Пётр Великий, 1986) como Tsarevich Alexei.
- Lermontov (Лермонтов, 1986) como Yurii Petrovich Lermontov.
- Verano frío de 1953 (Холодное лето пятьдесят третьего, 1988) como el hijo de Nikolai Starobogatov.
- Corazón de perro (Собачье сердце, 1988) como Dr. Ivan Arnoldovich Bormental.
- Empire under Attack (Империя под ударом, 2000) como Sergei Alexandrovich.
- Shadowboxing (Бой с тенью, 2005) como Dr. Dmitri Ivanovich.
- Puschkin. Último duelo (Пушкин. Последняя дуэль, 2006) como Leontiy Dubelt.